# Fredy (futebolista)
Frederico Emanuel Tavares Martins (Estarreja, 14 de agosto de 1979), mais conhecido por Fredy, é um futebolista português que joga habitualmente a defesa.